# Giuseppe Cavanna
Pour les articles homonymes, voir Cavanna (homonymie).
Giuseppe Cavanna (né le 18 novembre 1905 à Verceil et mort le 3 novembre 1976) était un footballeur italien, vainqueur de la Coupe du monde.

## Biographie
Giuseppe Cavanni évolua comme gardien de but. Il fut international espoir italien à six reprises en 1931. Il fit partie des joueurs sélectionnés par Vittorio Pozzo pour la Coupe du monde de football de 1934, à la suite de ses performances avec Naples, mais il ne joua aucun match du mondial 1934. Mais il remporta la Coupe du monde, seul titre à son palmarès. De plus, bien que champion du monde, il ne connut aucune sélection avec la Squadra Azzurra malgré six convocations.
Il joua dans trois clubs (US Pro Vercelli en première et deuxième divisions italiennes, Associazione Calcio Napoli en Serie A et Bénévent Calcio en Serie C). Sa meilleure performance en club fut une troisième place de Serie A en 1933 et en 1934.

## Clubs successifs
- 1924-1929 : US Pro Verceil
- 1929-1936 : Associazione Calcio Napoli
- 1936-1937 : Bénévent Calcio
- 1937-1939 : US Pro Vercelli

## Palmarès
- Coupe du monde
  - Vainqueur en 1934